# Cratichneumon hongawaensis
Cratichneumon hongawaensis là một loài tò vò trong họ Ichneumonidae.